# سيد الناس (مسلسل)
سيد الناس هو مسلسل تلفزيوني مصري عُرض في شهر رمضان عام 1446 هـ (1 مارس 2025م)، من بطولة عمرو سعد، إلهام شاهين، أحمد زاهر، أحمد رزق وإنجي المقدم، ومن إخراج محمد سامي. وهو مسلسل للكبار فقط لما يحتويه من مشاهد عنف

## قصة المسلسل
تنقلب حياة (جارحي) تمامًا بعد وفاة والده، حيث يجد نفسه أمام مفتاح غامض وثروة ضخمة وماضٍ مظلم، محاطًا بخصوم وأعداء لا يرحمون، ويتوجب عليه أن يخوض العديد من الصراعات المحفوفة بالمخاطر لحماية عائلته وإرثه.

## بطولة
- عمرو سعد (الجارحي أبو العباس)
- إلهام شاهين (اعتماد الهواري)
- أحمد زاهر (فاروق الجباس)
- أحمد رزق (عفيفي أبو العباس)
- مصطفى عماد (آسر)
- إنجي المقدم (فتحية)
- ريم مصطفى (أمنة)
- منة فضالي (سماح)
- رنا رئيس (علية)
- أحمد فهيم (مجدي)
- بشرى (سارة)
- ملك أحمد زاهر (ميادة الجباس)
- سلوى عثمان (سناء)
- نشوى مصطفى (نافعة)
- ياسين السقا (طارق)
- يوسف رأفت (أدهم الجارحي أبو العباس)
- علياء صبحي (زينب)
- محمود السراج (برهان باشا)

## وصلات خارجية
- سيد الناس على موقع IMDb (الإنجليزية)
- سيد الناس على موقع قاعدة بيانات الأفلام العربية